# Liste der Kulturgüter in Cheseaux-Noréaz
Die Liste der Kulturgüter in Cheseaux-Noréaz enthält alle Objekte in der Gemeinde Cheseaux-Noréaz im Kanton Waadt, die gemäss der Haager Konvention zum Schutz von Kulturgut bei bewaffneten Konflikten, dem Bundesgesetz vom 20. Juni 2014 über den Schutz der Kulturgüter bei bewaffneten Konflikten sowie der Verordnung vom 29. Oktober 2014 über den Schutz der Kulturgüter bei bewaffneten Konflikten unter Schutz stehen.
Objekte der Kategorien A und B sind vollständig in der Liste enthalten, Objekte der Kategorie C fehlen zurzeit (Stand: 13. Oktober 2021).

## Kulturgüter
| Foto |                                                                                            | Objekt | Kat. | Typ | Standort                                | Beschreibung |
| ---- | ------------------------------------------------------------------------------------------ | --- | ---- | --- | --------------------------------------- | ------------ |
| ja   | Datei hochladen · Wikidata zu Champittet (Q1060981)                                        | Landsitz Champ-Pittet, Schloss von Champ-Pittet mit Springbrunnen und zwei Scheiterhaufen / Campagne de Champ-Pittet, château de Champ-Pittet avec fontaine et deux bûchers KGS-Nr.: 5990 | A    | G   | Chemin de la Cariçaie 1 540989 / 181670 |              |
| BW   | Datei hochladen · Wikidata zu Châble-Perron, neolithische Seeufersiedlungen (Q29890662)    | Châble-Perron, neolithische Seeufersiedlungen / Châble-Perron, stations lacustres néolithique KGS-Nr.: 5989                                                                               | B    | F   | 543000 / 183001                         |              |
| BW   | Datei hochladen · Wikidata zu Champittet, Seeufersiedlungen aus der Bronzezeit (Q29890663) | Champittet, Seeufersiedlungen der Bronzezeit / Champittet, stations lacustres de l’âge du bronze KGS-Nr.: 5991                                                                            | B    | F   | 541000 / 182001                         |              |